# Erythroxylum opacum
Erythroxylum opacum là một loài thực vật có hoa trong họ Erythroxylaceae. Loài này được Rusby mô tả khoa học đầu tiên năm 1927.